# Вольпоне (телефільм, 2003)
«Вольпоне» фр. Volpone) — французький телефільм 2003 року режисера Фредеріка Обюртена. Адаптація комедії англійського драматурга Бена Джонсона «Вольпоне, або Лис» (1605) (хитрий лис), вперше поставленої в Лондоні в 1606 році.

## Сюжет
Шахрай Вольпоне захопивши скарби втікає з тосканського палацу, в дорозі зустрічає затятого брехуна Моска і бере його собі на службу. Прибувши до Неаполя, Вольпоне оселяється в розкішному палаці, прикидається смертельно хворим, щоб вимагати подарунки у тих, хто сподівається успадкувати його статок. Заволодіти спадщиною намагаються жадібні персонажі, нотаріус Грапіоне, лихвар Секо, багатий купець Корбаччо. Вони приносять вмираючому розкішні подарунки надіючись, що він впише їх ім’я у своєму заповіті.

## Ролі виконують
- Жерар Депардьє —  Вольпоне
- Даніель Прево — Моска
- Жерар Жуньо — Ґрапйоне
- Робер Ірш — Секо
- Інес Састре — Целія

## Навколо фільму
- Фільмування відбувалося в монастирі Христа в Томарі, Португалія.[1]